# Cicatrodea monima
Cicatrodea monima là một loài bọ cánh cứng trong họ Cerambycidae.